# 紅心辣椒
紅心辣椒娛樂科技是2006年在臺灣成立，經營線上遊戲作為主要業務的數位娛樂公司。

## 歷史
- 2006年5月15日取得《FreeStyle Online》台、港、澳營運代理權。
- 2006年4月10日取得《全民打棒球2Online》台灣代理權。
- 2007年7月5日取得《尬車Online》、《封神西遊》、《食神小當家》、《演義圈》台、港、澳營運代理權。
- 2007年9月取得《真·三國無雙Online》台、港、澳營運代理權。
- 2007年10月14日取得《SD鋼彈Online》台灣代理權。
- 2007年12月取得《鐵影特攻》台灣代理權。
- 2008年5月推出《黑暗騎士Online》，並且在10月底取得《伊蘇Online》、《大航海時代Online》台、港、澳營運代理權。
- 2009年4月推出《SD鋼彈Online》台灣代理權。
- 2009年8月推出《迷你格鬥》台、港、澳營運代理權。
- 2009年10月推出《守護之星》台、港、澳營運代理權。2012年，改名《精靈少女 ANIMA》重新上架(詳細請查對話)
- 2010年5月正式取得《阿洛斯Online》合法代理權。
- 2011年4月10日取得《七龍珠Online》代理權和營運權。
- 2011年11月取得《瓦倫戰記Online》代理權。
- 2012年7月與CJ E&M合資成立「網石棒辣椒股份有限公司」（Netmarble Joybomb Inc.）。
- 2012年12月26日取得《数码兽大师Online》台、港、澳營運代理權。
- 2013年1月18日與So-Net合資成立「碩辣椒股份有限公司」（So-Cayenne Co.,Ltd.）。
- 2013年5月取得《桃園將星錄 Online》代理權。
- 2013年5月取得《GunZ 2 Online》代理權。
- 2013年6月6日取得《FreeStyle2 Online》台、港、澳代理權。
- 2014年4月21日取得《全民打棒球The Real Online》台、港、澳代理權 。
- 2014年9月成立子公司「辣椒方舟移動數位股份有限公司」（Cayenne's Ark Mobile Co.,Ltd.）。
- 2016年6月23日取得《ELOA 艾洛亞Online》代理權。
- 2016年6月19日宣告《FreeStyle》停止營運。
- 2017年1月31日《ELOA 艾洛亞Online》停止營運。
- 2017年4月24日取得《天衍錄》代理權，並變更遊戲名稱為《狂魔Online》。
- 2017年7月28日取得《Soul Worker》代理權，遊戲中文名稱為《靈魂行者Online》。
- 2018年5月18日取得《大家一起貓咪大戰爭 WEB》代理權。(網頁遊戲)
- 2018年7月3日宣告《FreeStyle 2》停止營運。
- 2018年5月29日取得《プロ野球バーサス》代理權，遊戲中文名稱為《PRO 野球 VS》。
- 2019年2月12日宣布取得《Echo of Soul》代理權，遊戲中文名稱為《靈魂之聲Online[永久]》。
- 2019年6月26日《大家一起貓咪大戰爭 WEB》停止營運。
- 2020年4月1日宣布《靈魂之聲Online》將於4月30日停止營運。
- 2020年4月30日關閉《靈魂之聲Online》遊戲伺服器。
- 2020年5月18日由櫃買中心審視財務報告後，因財務報告顯示淨值已低於所列示股本二分之一，故打入全額交割股，5月20日起實施[1]（後於11月19日起恢復普通交割方式交易）。
- 2020年8月24日宣布《靈魂行者Online》將於9月24日（後改為9月26日）停止營運；後於公告指定的日期關閉遊戲伺服器。
- 2021年9月29日宣布取得Bandai Namco Online仍在開發中的遊戲《藍色協定 Blue Protocol》之台港澳代理權，遊戲中文名稱為《蔚藍色法則》[2]。
- 2023年5月18日宣布《鬥球兒彈平M》將於6月29日停止營運。
- 2023年6月29日關閉《鬥球兒彈平M》遊戲伺服器。
- 2023年12月1日至2023年12月3日《蔚藍色法則》執行封閉測試。
- 2024年9月13日宣布與Bandai Namco Online共同開發的《蔚藍色法則》停止上市。

## 代理的遊戲
※下表以原產地分類

※結束營運的遊戲以刪去線表示

### 日本
- 《真·三國無雙Online》（光榮特庫摩）
- 《大航海時代Online》（光榮特庫摩）
- 《信喵之野望》（光榮特庫摩）
- 《百萬人的三國志Special》（光榮特庫摩）
- 《百萬人的信長之野望》（光榮特庫摩）
- 《大航海時代V》（光榮特庫摩）
- 《大家一起貓咪大戰爭 WEB》（PONOS）
- 《PRO 野球 VS》（COLOPL）（原名：プロ野球バーサス）
- 《蔚藍色法則》（Bandai Namco Online）（原名：ブループロトコル）（公告停止上市）

### 南韓
- 《SD鋼彈Online》
- 《鐵影特攻（朝鲜语：메탈레이지）》
- 《全民打棒球2》
- 《全民打棒球Remastered》
- 《FreeStyle》
- 《七龍珠Online》
- 《迷你格鬥》
- 《守護之星》
- 《瓦倫戰記Online》
- 《GunZ 2 Online》
- 《FreeStyle2》
- 《全民打棒球The Real Online》
- 《ELOA艾洛亞Online》（Netmarble Games）
- 《靈魂行者 Online》（Lion Games Co., Ltd.）
- 《棒球大王》（NEOWIZ）
- 《靈魂之聲 Online》（Blue Potion Games）（原名：Echo of Soul Online）
- 《鬥球兒彈平M （页面存档备份，存于）》（Snowpipe）（原名：炎の闘球児ドッジ弾平 モバイル／피구왕통키 M）

### 中國大陆
- 《尬車Online》
- 《封神西遊》
- 《食神小當家》
- 《演義圈》
- 《狂魔 Online》

### 俄羅斯
- 《阿洛斯》

## 外部連結
- 官方网站